# بيلي ليون
بيلي ليون (بالإنجليزية: Billy Lyon)‏ هو لاعب كرة قدم أمريكية أمريكي، ولد في 10 ديسمبر 1973 في أشلاند في الولايات المتحدة.

## وصلات خارجية
- بيلي ليون على موقع مرجع كرة القدم المحترفة.كوم (الإنجليزية)